# Vierfleck-Pelzbiene
Anthophora quadrimaculata ist eine Biene aus der Familie der Apidae.

## Merkmale
Die Biene hat eine Körperlänge von 10 bis 12 Millimeter, ist weit verbreitet und mäßig häufig. Die Weibchen sind überwiegend gelbbraun behaart, im Gesicht, auf dem Thorax und den Tergiten ist die Behaarung mit schwarzen Haaren vermischt. Der Kopf und die Ventralseite des Thorax ist weiß behaart. Die Tergite zwei bis vier haben am Hinterrand lockere Haarbinden, auf der Scheibe sind sie kurz, hell und lang, dunkel behaart. Die Schienenbürste (Scopa) ist weiß behaart. Die Wangen sind kurz. Das dritte Fühlerglied ist so lang wie die darauf folgenden drei Glieder zusammen. Die Männchen ähneln dem Weibchen, haben jedoch ein hellgelb gezeichnetes Gesicht und auf der Basis von Clypeus und Labrum je 2 schwarze Flecken, die der Art ihren Namen geben. Das siebte Tergit hat am Ende zwei Zähnchen. Die Augen beider Geschlechter sind olivgrün.

## Vorkommen und Lebensweise
Die Art ist in Europa, nördlich bis in den Süden Schwedens verbreitet. Sie fliegt von Mitte Juni bis Anfang September. Genistet wird in selbstgegrabenen Hohlräumen in der Erde, vor allem in Steilwänden und Abbruchkanten sowie in lehmverfugtem Gemäuer. Pollen wird von 6 Pflanzenfamilien gesammelt. Kuckucksbienen der Art sind Thyreus orbatus und Coelioxys rufescens.